# Scalp Treatment
Scalp Treatment (br: O Cabeleireiro) é o 42º curta de desenho animado da série Woody Woodpecker. Lançado no cinema em 18 de setembro de 1952, o filme foi produzido pela Walter Lantz Productions e distribuído pela Universal International. 

## Enredo
Em uma cena remota de uma vila indígena no oeste, Pica-Pau está na cadeira do barbeiro lendo uma revista, com o barbeiro Zeca Urubu afiando a lâmina de um machado. Após aplicar no Pica-Pau uma vigorosa massagem no couro cabeludo que, quando termina, dá à cabeça uma aparência de um cocar indígena, eles observam uma jovem indígena e os dois passarão o episódio disputando o interesse dela, assim como ela quer se aproveitar deles para conseguir um cocar exposto numa loja, que ela deseja ganhar deles. Na cena final, vemos Pica-Pau, com as penas perdidas, agora adornando a jovem indígena, despenado mas feliz. 